# Psychotria wonotobensis
Psychotria wonotobensis là một loài thực vật có hoa trong họ Thiến thảo. Loài này được (Bremek.) Steyerm. miêu tả khoa học đầu tiên năm 1972.